# Baseball na Igrzyskach Azjatyckich 2010
Baseball na Igrzyskach Azjatyckich 2010 odbył się w dniach 13–19 listopada 2010 w Aoti Baseball Field w Guanghzou. Odbył się tylko turniej mężczyzn, w którym tryumfowali zawodnicy z Korei Południowej pokonując w finale drużynę Chińskiego Tajpej 9–3.

## Rezultaty

### Grupa A
| Poz. | Drużyna   | M | Z | P | P+ | P- | %     |
| ---- | --------- | - | - | - | -- | -- | ----- |
| 1    | Japonia   | 3 | 3 | 0 | 45 | 0  | 1.000 |
| 2    | Chiny     | 2 | 2 | 1 | 22 | 3  | .667  |
| 3    | Tajlandia | 3 | 1 | 2 | 25 | 25 | .333  |
| 4    | Mongolia  | 3 | 0 | 3 | 0  | 64 | .000  |

| Data         | Obiekt     | Godzina | Drużyna I | Drużyna II | Wynik |
| ------------ | ---------- | ------- | --------- | ---------- | ----- |
| 13 listopada | Aoti Field | 12.00   | Tajlandia | Japonia    | 0–18  |
| 14 listopada | Aoti Field | 12.00   | Mongolia  | Chiny      | 0–15  |
| 15 listopada | Aoti Field | 13.00   | Mongolia  | Tajlandia  | 0–25  |
| 15 listopada | Aoti Field | 18.00   | Chiny     | Japonia    | 0–3   |
| 16 listopada | Aoti Field | 19.30   | Japonia   | Mongolia   | 24–0  |
| 16 listopada | Aoti Field | 18.00   | Tajlandia | Chiny      | 0–7   |

### Grupa B
| Poz. | Drużyna          | M | Z | P | P+ | P- | %     |
| ---- | ---------------- | - | - | - | -- | -- | ----- |
| 1    | Korea Południowa | 3 | 3 | 0 | 38 | 1  | 1.000 |
| 2    | Chińskie Tajpej  | 2 | 2 | 1 | 28 | 7  | .667  |
| 3    | Pakistan         | 3 | 1 | 2 | 6  | 31 | .333  |
| 4    | Hongkong         | 3 | 0 | 3 | 3  | 36 | .000  |

| Data         | Obiekt     | Godzina | Drużyna I        | Drużyna II       | Wynik |
| ------------ | ---------- | ------- | ---------------- | ---------------- | ----- |
| 13 listopada | Aoti Field | 13.00   | Pakistan         | Hongkong         | 5–3   |
| 13 listopada | Aoti Field | 18.00   | Chińskie Tajpej  | Korea Południowa | 1–6   |
| 14 listopada | Aoti Field | 13.00   | Pakistan         | Chińskie Tajpej  | 1–11  |
| 14 listopada | Aoti Field | 13.00   | Hongkong         | Korea Południowa | 0–15  |
| 15 listopada | Aoti Field | 12.00   | Hongkong         | Chińskie Tajpej  | 0–16  |
| 16 listopada | Aoti Field | 12.00   | Korea Południowa | Pakistan         | 17–0  |

### Półfinały
| 18 listopada    |     |                  |
| Chiny           | 1–7 | Korea Południowa |
| 18 listopada    |     |                  |
| Chińskie Tajpej | 4–3 | Japonia          |

## Mecz o 3. miejsce
| 19 listopada |     |         |
| Chiny        | 2–6 | Japonia |

### Finał
| 19 listopada     |     |                 |
| Korea Południowa | 9–3 | Chińskie Tajpej |

## Tabela medalowa
| Poz. | Drużyna          |
| ---- | ---------------- |
|      | Korea Południowa |
|      | Chińskie Tajpej  |
|      | Japonia          |
| 4    | Chiny            |
| =5   | Tajlandia        |
| =5   | Pakistan         |
| =5   | Hongkong         |
| =5   | Mongolia         |

## Składy medalistów
| Miejsce | Drużyna          | Zawodnicy |
| ------- | ---------------- | --- |
|         | Korea Południowa | An Ji-man, Cho Dong-chan, Jeong Keun-woo, Kim Kang-min, Lee Dae-ho, Son Si-hyun, Choi Jeong, Lee Yong-kyu, Kang Jung-ho, Choo Shin-soo, Chong Tae-hyon, Park Kyung-oan, Kim Myung-sung, Yoon Suk-min, Im Tae-hoon, Ko Chang-sung, Lee Jong-wook, Song Eun-bum, Kang Min-ho, Kim Hyun-soo, Bong Jung-keun, Kim Tae-kyun, Yang Hyeon-jong, Ryu Hyun-jin                       |
|         | Chińskie Tajpej  | Hu Chin-lung, Lee Bing-Yen, Lin Yi-chuan, Chen Yung-chi, Lin Ying-chieh, Lo Ching-lung, Pan Wei-lun, Hsiao Yi-chieh, Lin Kun-sheng, Kuo Yen-wen, Peng Cheng-min, Lin Che-hsuan, Lo Kuo-hui, Chen Chun-hsiu, Lin Chih-sheng, Kao Chih-kang, Yang Chien-fu, Chen Kuan-yu, Chang Tai-shan, Chang Chien-ming, Yang Yao-hsun, Lin Yi-hao, Huang Chih-lung, Chen Hung-wen         |
|         | Japonia          | Mitsugu Kitamichi, Yusuke Ueda, Takuya Hashimoto, Ken Kume, Tomohisa Iwashita, Yuichi Tabata, Sho Ueno, Keiji Ikebe, Kenichi Yokoyama, Hidenori Watanabe, Yusuke Ishida, Takashi Fujita, Hirofumi Yamanaka, Koichi Kotaka, Kota Suda, Daiki Enokida, Manabu Mima, Atsushi Kobayashi, Yasuyuki Saigo, Ryo Saeki, Nariaki Kawasaki, Toshiyuki Hayashi, Hayata Ito, Tsugio Abe |